# IC 1455
IC 1455 је спирална галаксија у сазвјежђу Рибе која се налази на листи објеката дубоког неба у Индекс каталогу.
Деклинација објекта је + 1° 22' 21" а ректасцензија 22h 53m 46,0s. Привидна величина (магнитуда) објекта IC 1455 износи 13,8 а фотографска магнитуда 14,7. IC 1455 је још познат и под ознакама UGC 12232, MCG 0-58-11, CGCG 379-14, NPM1G +01.0571, PGC 69943.